# Pseudochirops cupreus
Pseudochirops cupreus е вид бозайник от семейство Pseudocheiridae.

## Разпространение
Видът е разпространен в Индонезия и Папуа Нова Гвинея.